# Lípa Na Cikánce
V osadě Cikánka v pražské městské části Radotín na okraji PR Radotínské údolí, v soukromé zahradě domu č. p. 24, č. o. 9 v ulici Na Cikánce, stála do roku 2007 památná lípa malolistá čili srdčitá (Tilia cordata). Památným stromem ji MHMP vyhlásil 27. 7. 2000, OŽP MHMP jej eviduje pod číslem 27 a AOPK ČR pod číslem 100034.1/1.
Lípa byla v poslední době[kdy?] ošetřena prořezáním, kmen se ve výšce asi 2 m rozvětvuje na dvě základní větve vysoké asi 25 m.[zdroj?] Stáří stromu je více než 150 let.[zdroj?] Magistrát hl. m. Prahy v roce 2006 uváděl obvod 320 cm, výšku 20 metrů a odhadované stáří 180 let. Strom mírně poškozoval podezdívku domu. Koruna byla v minulosti nevhodně redukována. Kosterní větve byly napadeny houbou klanolístkou obecnou a od vrcholu odumíraly. 12. září 2002 byla kosterní větev redukčním zdravotním řezem zkrácena na třetinu a ostatní větve zkráceny o čtvrtinu a byl proveden posvětlovací řez výmladků.
V roce 2005 uváděla ročenka životního prostředí hlavního města Prahy obvod 320 cm a výšku 20 metrů. Naposledy byla uvedena v ročence pro rok 2007, se stejnými parametry jako v roce 2005. Od roku 2008 již není uváděna a její pořadové číslo památného stromu (27) je vynecháváno.

## Významné stromy v okolí
- Lípa republiky v ulici Václava Balého
- Lípa republiky v ulici Pod Lahovskou
- Lípa přátelství v Radotíně
- Lípa republiky na náměstí Osvoboditelů